# Corona, Queens
Corona är en tätbefolkad stadsdel i Queens, New York. Stadsdelen, som historiskt tillhört Newton, gränsar till Flushing, Jackson Heights, Forest Hills och Elmhurst. Stadsdelen har traditionellt varit domininerad av afroamerikaner och Italien-amerikaner. Men under 1950-talet började personer med dominikansk härkomst att flytta dit och under 1990-talet har inflyttningen av immigranter från Latinamerika varit stor. Ett stort antal världsartister har bott i stadsdelen, bland annat Madonna och Ella Fitzgerald. 

## Kända personer från Corona (eller som bott där en tid)
- Cannonball Adderley (1928–1975), saxofon
- Nat Adderley (1931–2000), trumpet
- Louis Armstrong (1901–1971), trumpet
- Maurice E. Connolly (1881–1935), Queens Borough President 1911-1928.
- Marie Maynard Daly (1921–2003), kemist
- Peter T. Farrell (c. 1901–1992), domare
- Ella Fitzgerald (1917–1996), jazzvokalist.
- Dizzy Gillespie (1917–1993), trumpet
- Jimmy Heath (född 1926), saxofonist
- Lena Horne (1917–2010), sångare och skådespelare
- Kool G Rap (född 1968), rappare
- Estée Lauder (1906–2004), grundare av företag
- Johnny LoBianco (1915–2001), boxningsdomare.
- Madonna (född 1958), sångare
- Frankie Manning (1914–2009), dansare (Lindy Hop)
- Omar Minaya (född 1958), the New York Mets.
- Robert Parris Moses, medborgarrättskämpe på 1960-talet
- Carlos D. Ramirez (1946–1999), förläggare
- Clark Terry (1920–2015), trumpet
- Norman Mapp (1928–1988) jazzvokalist
- Jim Valvano (1946–1993), basketbollcoach.
- Paul Simon, soloartist och låtskrivare till Simon and Garfunkel